# Міхай Ласкер
Міхай Ласкер (рум. Mihail Lascăr; 8 листопада 1889, Тиргу-Жіу — 24 липня 1959, Бухарест) — румунський військовий діяч, генерал армії (1946).

## Біографія

### Початок служби
У 1910 закінчив піхотну офіцерську школу, приступив до служби в званні 2-го лейтенанта. Учасник Другої Балканської і Першої світової війни. З 1917 — майор.
З 1927 підполковник, в 1934 полковник і в 1939 — бригадний генерал.

### Участь у Другій світовій війні
З 10 січня 1941 — командувач 1-ї змішаної гірськострілецької бригади, яка входила до складу 11-ї армії групи армій «Південь». Учасник бойових дій проти СРСР. 11 березня 1942 року призначений командиром 6-ї піхотної дивізії. Пізніше під його командуванням була сформована група Ласкера (5-та, 6-та і 15-та, потмі 6-та, 12-та і 14-та дивізії) Відзначився у боях біля Распопинської. Частини під командуванням ласкера (4-й і 5-й корпуси)увійгли до складу угруповання Паулюса під Сталінградом. В боях вони зазнали великих втрат і капітулювали 22 листопада 1942, а сам Ласкер потрапив у полон. До початку 1945 року Ласкер перебував у таборі для військовополонених, після чого був призначений командиром сформованої під контролем радянських інструкторів 2-ї румунської добровольчої дивізії імені Хоріа, Клошки і Криштана, яка не встигла взяти участь у боях.

### Після війни
Після війни займав найвищі посади в румунській армії: командувач 4-ї армії (1945—1946), міністр оборони (1946—1947), заступник міністра оборони (1947—1950), генерал-інспектор збройних сил (1947—1950). В 1950 році вийшов у відставку.

## Нагороди
- Пам'ятний хрест про війну 1916—1918
- Орден Михая Хороброго
  - 3-го класу (24 вересня 1941)
  - 2-го класу (31 грудня 1942)
- Великий офіцер ордена Зірки Румунії (1941)
- Залізний хрест
  - 2-го класу (24 вересня 1941)
  - 1-го класу (7 січня 1942)

- Лицарський хрест Залізного хреста з дубовим листям
  - Лицарський хрест (18 січня 1942)
  - Дубове листя (26 листопада 1942)